# Angelino Alfano
Angelino Alfano (Agrigento, 31 de octubre de 1970) es un político y abogado italiano, Ministro del Interior y vicepresidente del Consejo de Ministros del Gobierno de Enrico Letta desde el 28 de abril de 2013. Entre el 8 de mayo de 2008 y el 27 de julio de 2011, fue Ministro de justicia en el gobierno de Silvio Berlusconi; además, fue el primer y único secretario nacional de El Pueblo de la Libertad o PdL. En noviembre de 2013 se separó del impulsor de la PdL y lanzó la centroderechista Nueva Centroderecha.

## Educación
Angelino Alfano nació en Agrigento, Sicilia el 31 de octubre de 1970; su padre, Angelo Alfano, era abogado y expolítico local que también ocupó el cargo de teniente de alcalde en Agrigento. Recibió una licenciatura en Derecho de la Universidad Católica y doctor en Derecho Corporativo de la Universidad de Palermo.

## Carrera
Alfano comenzó su experiencia política con la Democracia Cristiana. En 1994, se unió a Forza Italia, el nuevo partido de centro-derecha fundado por Silvio Berlusconi, y fue elegido para el Consejo de la provincia de Agrigento. En 1996, fue el miembro más joven elegido a la Asamblea Regional Siciliana. En 2001, se convirtió en miembro de la Cámara de Diputados de Italia, después de la victoria de la centro-derecha Casa de las Libertades, coalición liderada por Berlusconi en las elecciones generales de 2001. De 2005 a 2008 también ocupó el cargo de coordinador regional de Sicilia del partido Forza Italia.

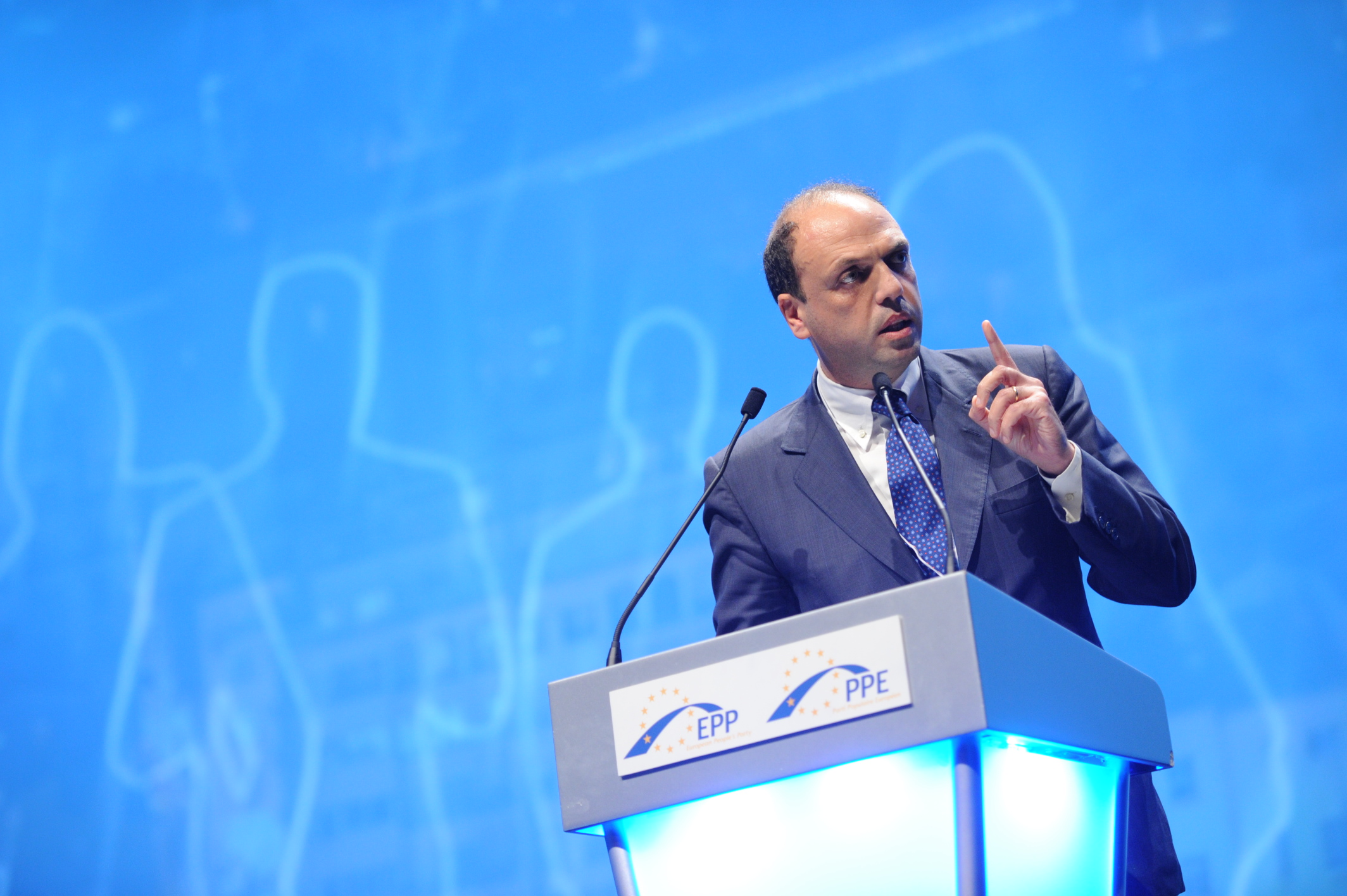
Alfano en el EPP Congreso en Marsella

Después de la victoria de las elecciones de 2008 por la coalición de centro-derecha liderada por Berlusconi, Alfano fue nuevamente elegido para el Parlamento. En mayo de 2008, a los 37 años de edad, se convirtió en el ministro de Justicia más joven en la historia de la República Italiana.
El llamado Lodo Alfano, que lleva su nombre, era una pieza de la legislación en vigor entre 2008 y 2009 que concedió inmunidad judicial a los cuatro más altos cargos políticos en Italia (Presidente de la República, los presidentes de las dos Cámaras del Parlamento, y Presidente del Consejo de Ministros). Fue ampliamente criticado como una copia del Ley Schifani, declarada inconstitucional en 2004, y fue visto por los críticos como una ley ad personam dirigido principalmente a parar ensayos con Berlusconi. El Ley Alfano fue declarada inconstitucional por el Tribunal Constitucional de Italia en octubre de 2009.
Después que el partido Pueblo de Libertad perdiera las elecciones locales en Milán y Nápoles, y también sufrieron una derrota en los referendos de 2011, el 1 de junio de 2011 Alfano fue nombrado Secretario Político del Pueblo de Libertad por el presidente del partido de Silvio Berlusconi con el fin de reorganizarlo y liderarlo en las próximas elecciones. Más tarde fue elegido para ese puesto por la reunión del 1 de julio del Consejo Nacional del partido.
El 28 de abril de 2013, comenzó a servir como primer ministro y ministro del Interior en el gabinete Letta.

## Cargos desempeñados
- Miembro de la Cámara de Diputados de Italia (Desde 2001).
- Ministro de Justicia de Italia (2008-2011).
- Secretario general de Pueblo de la Libertad (2011-2013).
- Vicepresidente del Consejo de Ministros de Italia (Desde 2013).
- Ministro del Interior de Italia